# Juin 1859

## Événements
- France : conventions avec les Compagnies de chemin de fer.
- Début du deuxième ministère libéral du Henry John Temple, vicomte Palmerston, Premier ministre du Royaume-Uni (fin en 1865).

- 4 juin : victoire française de Magenta sur les Autrichiens.

- 6 juin : le Queensland devient une colonie séparée en Australie.

- 14 juin : la Prusse mobilise sur le Rhin pour venir en aide à l’Autriche.

- 16 juin : loi d'extension de Paris jusqu'à l'enceinte de Thiers, qui a mis fin aux anciens arrondissements de Paris.

- 19 juin, Espagne. Le gouverneur de la province de Huelva accorde la concession d'un chemin de fer partant des mines de cuivre de Castillo de Buitron jusqu'à l'embouchure de l'Odiel à Mariano Balleras et Augustin Martin pour une durée de 99 ans.

- 24 juin : victoire française de Solférino sur les Autrichiens.

- 26 juin : une nouvelle offensive franco-britannique sur Tianjin, en Chine, échoue devant les forts de Dagu.

- 30 juin : le funambule Français Charles Blondin traverse les chutes du Niagara sur un câble de 400 m en fibres de chanvre. Les jours suivants, il traversera à nouveau 17 fois les chutes[1].

## Naissances
- 9 juin : Doveton Sturdee, amiral britannique († 7 mai 1925).
- 23 juin : 
  - Alfred William Alcock, naturaliste britannique († 24 mars 1933).
  - Édouard Michelin (mort le 25 août 1940), industriel français
  - Floor Wibaut (mort le 29 avril 1936), personnalité politique hollandaise (1859-1936)
  - Paul Jaspar (mort le 18 février 1945), architecte belge

## Décès
- 11 juin : Klemens Wenzel von Metternich, diplomate et un homme politique autrichien
- 12 juin : Martin Goihetxe, écrivain et prêtre basque (° 8 septembre 1791).
- 23 juin : Marie Pavlovna de Russie (née le 15 février 1786), grande-duchesse de Russie